# Ivan Drenikov
Drenikov, Ivan (Sofia, Bulgària, 28 de desembre de 1945) és un compositor i pianista búlgar.
Nascut en una família de músics professionals. Als 10 anys va gravar les seves pròpies peces de piano a la Ràdio Nacional. Als 18 anys va guanyar el tercer premi al Concurs Internacional Ferruccio Busoni i va rebre una beca de dos anys per estudiar a Roma del Ministeri d'Afers Exteriors italià. El 1968, Arturo Benedetti Michelangeli el va triar com a estudiant. Posteriorment, Drenikov va treballar amb les cases d'impressió Michelangeli. Quan Pantxo Vladiguèrov va rebre el premi Herder (1969), va recomanar a Drenikov per a una beca i Drenikov va continuar els seus estudis al conservatori de Viena amb Richard Hauser. Des de 1976, Drenikov va estudiar a París amb Alexis Weissenberg. Drenikov compta amb una àmplia formació de concerts amb les principals orquestres d'Europa, Amèrica del Nord i del Sud, Àsia, i Austràlia.
Com a solista habitual amb l'Orquestra Filharmònica de Sofia (1978–92) va participar amb gran èxit en la seva gira internacional. A més de nombrosos discos del Fons d'Or de la ràdio nacional, Balkanton i la televisió nacional, ha emès enregistraments per a més de deu segells fora de Bulgària. Ha participat en els jurats de competicions de piano als EUA, Itàlia i el Japó. Ha impartit classes magistrals a la Universitat de Michigan i també a Bogotà, San Marino i Tòquio. És fundador i president de la "Fundació Arturo Benedetti Michelangeli Pilgrims". Va rebre el Gran Premi al Concurs Nacional de Piano de l'Orquestra Filharmònica de Sofia.